# I sette fratelli Cervi
I sette fratelli Cervi è un film del 1968, diretto da Gianni Puccini e ispirato a un fatto realmente accaduto della Resistenza italiana, concernente i fratelli Cervi.
Il regista Gianni Puccini morì pochi mesi dopo la fine delle riprese.
Il film fu a lungo boicottato dalla censura preventiva.
L'aiuto regista del film era Gianni Amelio, qui alla terza collaborazione con Gianni Puccini.

## Trama

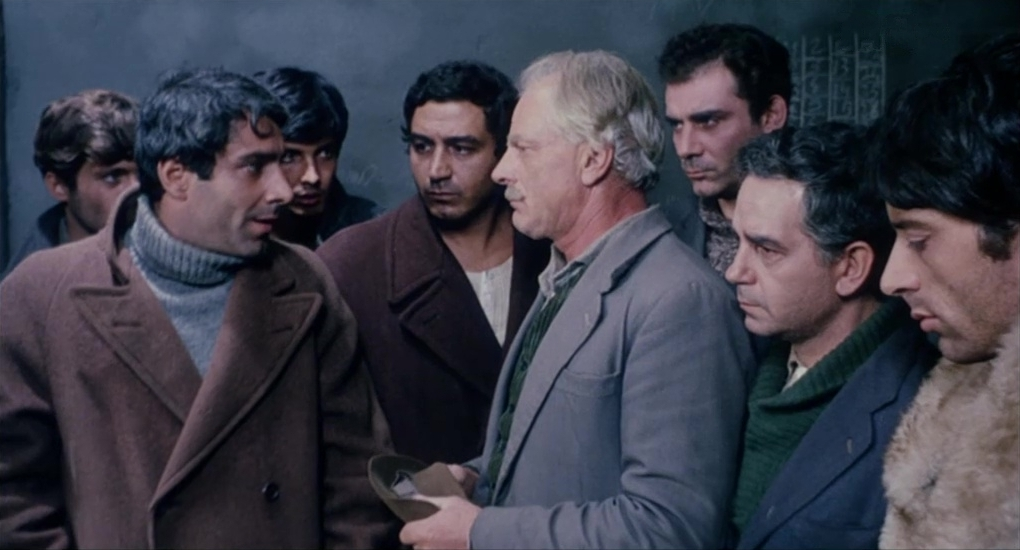
Una scena del film

Emilia-Romagna, 1943, durante la seconda guerra mondiale i sette fratelli Cervi, Agostino, Aldo, Antenore, Ettore, Ferdinando, Gelindo e Ovidio, contadini di Campegine, in provincia di Reggio Emilia, di estrazione cattolica e fortemente antifascisti, formarono, insieme al padre Alcide, la cosiddetta "Banda Cervi", che compì azioni di guerriglia contro i fascisti e contro i tedeschi.
Catturati dopo che il loro casale fu circondato da numerose forze nemiche furono imprigionati a Reggio Emilia e, il mattino del 28 dicembre 1943, tutti fucilati al poligono di tiro della città dai fascisti per rappresaglia, insieme ad un compagno di prigionia.

## Critica
(Filippo Sacchi, Epoca, 17 marzo 1968)